# بوئینگ کوندور
بوئینگ کوندور (به انگلیسی: Boeing Condor) یک هواپیمای بدون سرنشین و پهپاد تحقیقاتی ساختِ بوئینگ در کشور ایالات متحده آمریکا است. این هواپیما در ۹ اکتبر ۱۹۸۸ میلادی نخستین پرواز خود را انجام داد.